# Список дипломатических миссий Швеции

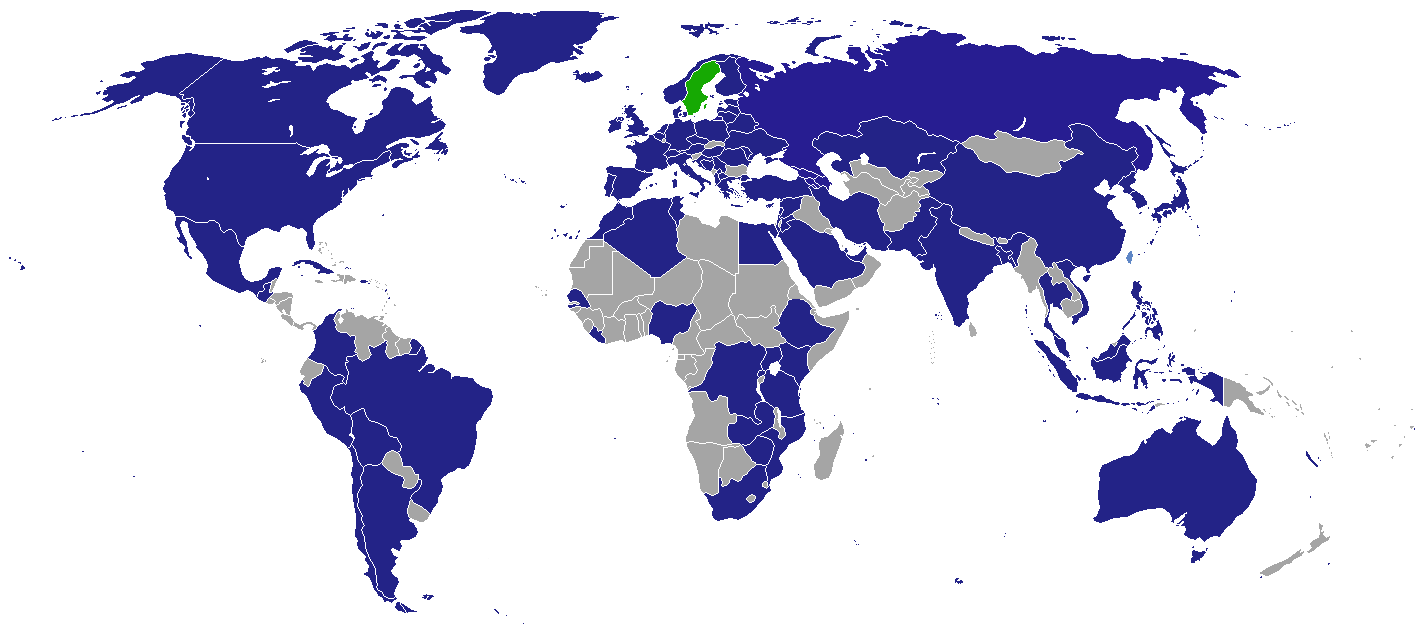

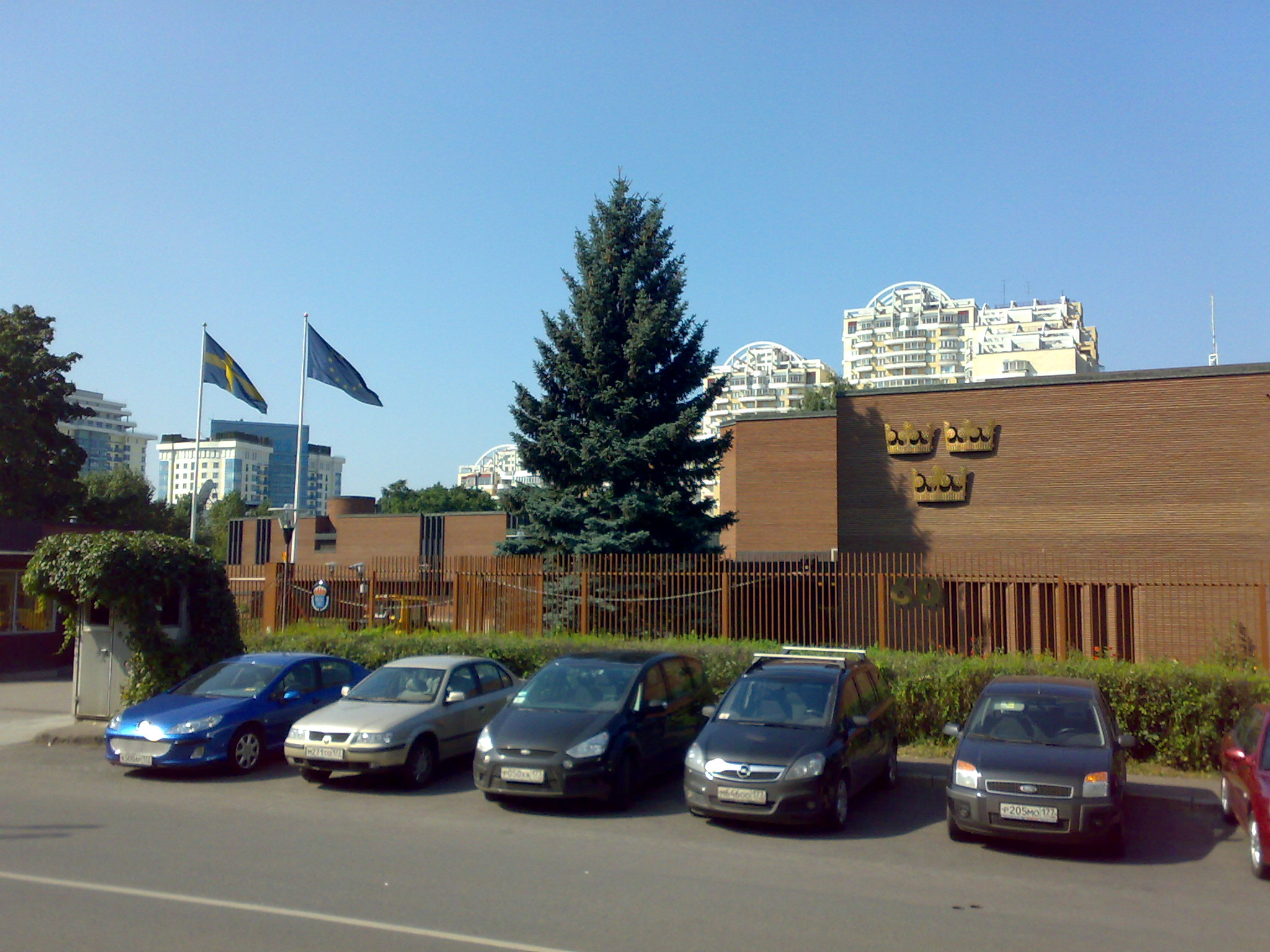
Посольство Швеции в Москве.

Список дипломатических миссий Швеции — в настоящее время Швеция располагает 78 посольствами и 13 генеральными консульствами за рубежом. Швеция была первым государством Запада, открывшим своё представительство в КНДР. В 2010 году шведским правительством было принято решение о частичном сокращении количества своих посольств.

## Европа
- Албания, Тирана (посольство)
- Азербайджан, Баку (посольство)
- Австрия, Вена (посольство)
- Армения, Ереван (посольство)
- Белоруссия, Минск (посольство)
- Босния и Герцеговина, Сараево (посольство)
- Хорватия, Загреб (посольство)
- Чехия, Прага (посольство)
- Кипр, Никосия (посольство)
- Дания, Копенгаген (посольство)
- Эстония, Таллин (посольство)
- Финляндия, Хельсинки (посольство)
  - Мариехамн (генеральное консульство)
- Франция, Париж (посольство)
- Германия, Берлин (посольство)
- Греция, Афины (посольство)
- Грузия, Тбилиси (посольство)
- Венгрия, Будапешт (посольство)
- Исландия, Рейкьявик (посольство)
- Италия, Рим (посольство)
- Косова, Приштина (посольство)
- Латвия, Рига (посольство)
- Литва, Вильнюс (посольство)
- Македония, Скопье (посольство)
- Молдова, Кишинёв (посольство)
- Нидерланды, Гаага (посольство)
- Норвегия, Осло, (посольство)
- Польша, Варшава (посольство)
- Португалия, Лиссабон (посольство)
- Румыния, Бухарест (посольство)
- Россия, Москва (посольство)
  - Санкт-Петербург (генеральное консульство)(закрыто)
- Сербия, Белград (посольство)
- Испания, Мадрид (посольство)
- Швейцария, Берн (посольство)
- Украина, Киев (посольство)
- Великобритания, Лондон (посольство)

## Африка
- Алжир, Эль-Джазаир (посольство)
- Ангола, Луанда (посольство)
- Буркина-Фасо, Уагадугу (посольство)
- Демократическая Республика Конго, Киншаса (посольство)
- Египет, Каир (посольство)
- Эфиопия, Аддис-Абеба (посольство)
- Кения, Найроби (посольство)
- Либерия, Монровия (посольство)
- Мали, Бамако (посольство)
- Марокко, Рабат (посольство)
- Мозамбик, Мапуту (посольство)
- Нигеря, Абуджа (посольство)
- Руанда, Кигали (посольство)
- ЮАР, Претория (посольство)
- Танзания, Дар-эс-Салам (посольство)
- Уганда, Кампала (посольство)
- Замбия, Лусака (посольство)
- Зимбабве, Хараре (посольство)

## Америка
- Аргентина, Буэнос-Айрес (посольство)
- Боливия, Ла-Пас (посольство)
- Бразилия, Бразилиа (посольство)
- Канада, Оттава (посольство)
- Чили, Сантьяго (посольство)
- Колумбия, Богота (посольство)
- Куба, Гавана (посольство)
- Гватемала, Гватемала (посольство)
- Мексика, Мехико (посольство)
- США, Вашингтон (посольство)

## Азия
- Бангладеш, Дакка (посольство)
- Камбоджа, Пном-Пень (посольство)
- Китай, Пекин (посольство)
  - Гонконг (генеральное консульство)
  - Шанхай (генеральное консульство)
- Индия, Нью-Дели (посольство)
- Индонезия, Джакарта (посольство)
- Иран, Тегеран (посольство)
- Израиль, Тель-Авив (посольство)
  - Иерусалим (генеральное консульство)
- Япония, Токио (посольство)
- Иордания, Амман (посольство)
- КНДР, Пхеньян (посольство)
- Южная Корея, Сеул (посольство)
- Малайзия, Куала-Лумпур (посольство)
- Пакистан, Исламабад (посольство)
- Саудовская Аравия, Эр-Рияд (посольство)
- Сингапур (посольство)
- Сирия, Дамаск (посольство)
- Тайвань, Тайбэй (торговое представительство)
- Таиланд, Бангкок (посольство)
- Турция, Анкара (посольство)
  - Стамбул (генеральное консульство)
- ОАЭ, Абу-Даби (посольство)
- Вьетнам, Ханой (посольство)

## Океания
- Австралия, Канберра (посольство)

## Международные организации
- - Брюссель (постоянная миссия при ЕС и NATO)
  - Женева (постоянная миссия при учреждениях ООН)
  - Нью-Йорк (постоянная миссия при ООН)
  - Страсбург (постоянная миссия при Совет Европы)
  - Париж (постоянная миссия при ЮНЕСКО)
  - Вена (миссия при ОБСЕ)